# Dacrymyces
Dacrymyces is een geslacht van schimmels behorend tot de familie Dacrymycetaceae. De typesoort is de oranje druppelzwam (Dacrymyces stillatus). De vruchtlichamen hebben een zachte tot stevige geleiachtige consistentie.

## Soorten
Het geslacht telt volgens Index Fungorum in totaal 78 soorten (peildatum maart 2023):
| Soortnaam                                      | Auteur(s)                              | Publicatiejaar |
| ---------------------------------------------- | -------------------------------------- | -------------- |
| Dacrymyces adpressus                           | Grognot                                | 1863           |
| Dacrymyces albidus                             | Kobayasi                               | 1954           |
| Dacrymyces ancoratus                           | Lowy                                   | 1975           |
| Dacrymyces ancyleus                            | Shirouzu & Tokum.                      | 2009           |
| Dacrymyces applanatus                          | Kobayasi                               | 1939           |
| Dacrymyces aquaticus                           | Bandoni & G.C. Hughes                  | 1984           |
| Dacrymyces aureosporus                         | Shirouzu & Tokum.                      | 2009           |
| Dacrymyces australis                           | Lloyd                                  | 1920           |
| Dacrymyces bambusae                            | Rick                                   | 1936           |
| Dacrymyces burdsallii                          | A. Savchenko                           | 2021           |
| Dacrymyces capitatus (Gesteelde druppelzwam)   | Schwein.                               | 1832           |
| Dacrymyces cenangioides                        | Ellis & Everh.                         | 1900           |
| Dacrymyces ceraceoides                         | Rick                                   | 1938           |
| Dacrymyces ceraceus                            | (Ginns) A. Savchenko                   | 2021           |
| Dacrymyces cereus                              | (Rick) A. Savchenko                    | 2021           |
| Dacrymyces chiangraiensis                      | Ekanayaka, Karun., Q. Zhao & K.D. Hyde | 2017           |
| Dacrymyces chrysocomus                         | (Bull.) Tul.                           | 1853           |
| Dacrymyces chrysospermus                       | Berk. & M.A. Curtis                    | 1873           |
| Dacrymyces citrinus                            | Shirouzu                               | 2017           |
| Dacrymyces concavus                            | Lloyd                                  | 1936           |
| Dacrymyces conformis                           | (P. Karst.) Neuhoff                    | 1936           |
| Dacrymyces coryneoides                         | (Henn.) McNabb                         | 1973           |
| Dacrymyces cupularis                           | Lloyd                                  | 1923           |
| Dacrymyces cylindricus                         | Shirouzu                               | 2017           |
| Dacrymyces cyrtosporus                         | Shirouzu                               | 2017           |
| Dacrymyces dacryomitriformis                   | McNabb                                 | 1973           |
| Dacrymyces dendrocalami                        | Oberw.                                 | 1989           |
| Dacrymyces dictyosporus                        | G.W. Martin                            | 1959           |
| Dacrymyces duii                                | B. Liu & J.Z. Cao                      | 1984           |
| Dacrymyces falcatus                            | Brasf.                                 | 1938           |
| Dacrymyces fennicus                            | Lowy                                   | 1960           |
| Dacrymyces flabelliformis                      | Burds. & Laursen                       | 2004           |
| Dacrymyces flavus                              | Lloyd                                  | 1936           |
| Dacrymyces fuscominus                          | Coker                                  | 1920           |
| Dacrymyces gallaicus                           | Losa                                   | 1942           |
| Dacrymyces gangliformis                        | Brasf.                                 | 1940           |
| Dacrymyces grandii                             | A. Savchenko & Miettinen               | 2021           |
| Dacrymyces grandinioides                       | (McNabb) A. Savchenko                  | 2021           |
| Dacrymyces intermedius                         | L.S. Olive                             | 1958           |
| Dacrymyces invisibilis                         | M. Dueñas, Telleria & M.P. Martín      | 2019           |
| Dacrymyces involutus                           | Schwein.                               | 1832           |
| Dacrymyces kobayasii                           | Shirouzu & Hosoya                      | 2017           |
| Dacrymyces kohyasanus                          | Kobayasi                               | 1984           |
| Dacrymyces lacrymalis (Gerimpelde druppelzwam) | (Pers.) Nees                           | 1816           |
| Dacrymyces lagerheimii                         | (Pat.) A. Savchenko                    | 2021           |
| Dacrymyces longistipitatus                     | Shirouzu                               | 2017           |
| Dacrymyces marginatus                          | McNabb                                 | 1973           |
| Dacrymyces minor (Olijfgroene druppelzwam)     | Peck                                   | 1878           |
| Dacrymyces minutus                             | (L.S. Olive) McNabb                    | 1973           |
| Dacrymyces nigrescens                          | Lowy                                   | 1954           |
| Dacrymyces nikkomontanus                       | Kobayasi                               | 1939           |
| Dacrymyces novae-zelandiae                     | McNabb                                 | 1973           |
| Dacrymyces olivei                              | Van de Put                             | 2016           |
| Dacrymyces ovisporus                           | Bref.                                  | 1888           |
| Dacrymyces pachysporus                         | Shirouzu                               | 2017           |
| Dacrymyces paraphysatus                        | L.S. Olive                             | 1958           |
| Dacrymyces parastenosporus                     | Shirouzu                               | 2017           |
| Dacrymyces pengii                              | (B. Liu & L. Fan) A. Savchenko         | 2021           |
| Dacrymyces pezizoides                          | Kobayasi                               | 1939           |
| Dacrymyces pulcher                             | Kobayasi                               | 1939           |
| Dacrymyces pulchrus                            | (Lowy) A. Savchenko                    | 2021           |
| Dacrymyces punctiformis                        | Neuhoff                                | 1934           |
| Dacrymyces puniceus                            | Kobayasi                               | 1939           |
| Dacrymyces quercicola                          | Sosin                                  | 1960           |
| Dacrymyces roseotinctus                        | Lloyd                                  | 1923           |
| Dacrymyces rubiformis                          | (Fr.) Neuhoff                          | 1934           |
| Dacrymyces san-augustinii                      | Kobayasi                               | 1939           |
| Dacrymyces sichuanensis                        | B. Liu & L. Fan                        | 1990           |
| Dacrymyces sobrius                             | A. Savchenko                           | 2021           |
| Dacrymyces stenosporus                         | Shirouzu                               | 2017           |
| Dacrymyces stillatus (Oranje druppelzwam)      | Nees                                   | 1816           |
| Dacrymyces subalpinus                          | Kobayasi                               | 1939           |
| Dacrymyces subantarcticensis                   | Burds. & Laursen                       | 2004           |
| Dacrymyces subtristis                          | Rick                                   | 1958           |
| Dacrymyces tremellosus                         | Kobayasi                               | 1939           |
| Dacrymyces variisporus                         | McNabb                                 | 1973           |
| Dacrymyces venustus                            | A. Savchenko                           | 2021           |
| Dacrymyces yunnanensis                         | B. Liu & L. Fan                        | 1989           |